# Шастре-Санси
Шастре-Санси (фр.  Réserve naturelle nationale de Chastreix-Sancy ) — национальный заповедник (территория управления видами или местообитаниями по классификации Международного союза охраны природы) во Франции в департаменте Пюи-де-Дом региона Овернь — Рона — Альпы. Создан 13 июля 2007 года. Занимает площадь 1894,5 га (18,95 км²) в Мон-Дор, на территории Регионального природного парка «Вулканы Оверни».

Карта заповедника Шастре-Санси

Территория заповедника — край пастбищ, где скотоводство имеет глубокие исторические корни. Окруженный тремя горнолыжными курортами (Шастре-Санси, Ле-Мон-Дор и Супер-Бесс), он также пользуется большой популярностью у любителей активного отдыха. Описание заповедника можно найти во втором плане управления на 2022—2031 годы.

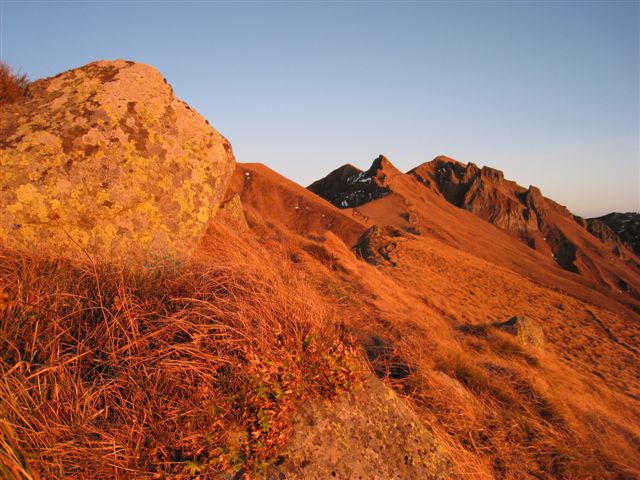
Осенние краски в заповеднике Шастре-Санси

## Местоположение
Заповедник Шастре-Санси расположен в самом сердце Оверни, в департаменте Пюи-де-Дом, коммуне Исуар, кантоне Санси. Он удалён от крупных городов департамента: Исуара (30 км) и Клермон-Феррана (50 км). Крупнейшие города, расположенные рядом с заповедником: Бес-э-Сент-Анастез, Ла-Бурбуль и Мон-Дор.

### Границы территории и нормативный статус
В целом, заповедник Шастре-Санси можно разделить на четыре сектора:
На западе плато Масс представляет собой территорию умеренных высот (примерно 1100—1300 м) с пастбищами и, в меньшей степени, сенокосами, буковыми лесами и водно-болотными угодьями, включая великолепные торфяники.
На востоке хребты достигают больших высот. От Пюи-де-Пайяре на юге до Вальс-де-Кур и д’Анфер на севере, с видом на горнолыжный курорт Мон-Дор и вершиной Санси, возвышающейся до 1885 м, здесь расположены летние пастбища, нардовые леса и субальпийские вересковые пустоши, скалы и осыпи.
В самом центре заповедника находится ледниковый цирк Фонтен-Сале — прекрасно сохранившаяся долина в форме трога, свидетельствующая о последних оледенениях. На дне её многочисленные ручьи извиваются среди торфяных болот, прежде чем слиться в один водоток: ручей Фонтен-Сале.
К северо-востоку небольшой анклав, физически отделённый от остальной части заповедника, охватывает часть Пюи-де-Какадонь, а его восточная часть входит в периметр природного заповедника долины Шодфур.

## Фауна
В заповеднике достоверно известно пятьдесят два вида млекопитающих, причем половину видов составляют две основные группы: микромаммали и рукокрылые. Инвентаризация микромаммали позволила насчитать 13 видов, среди которых два представляют особый интерес с точки зрения наследия: снеговая полёвка (Chionomys nivalis), очень редкая в региональном масштабе и находящаяся на пределе своего глобального распространения в горах Дор, и обыкновенная кутора (Neomys fodiens), вид, охраняемый на национальном уровне и редко встречающийся в региональном масштабе. Инвентаризация летучих мышей, проведенная в 2009 году ассоциацией «Chauve-souris Auvergne», выявила в заповеднике десять видов, в том числе два вида, перечисленные в Приложении II Директивы о местообитаниях: длинноухая ночница (Myotis bechsteinii) и широкоушки (Barbastellus barbastellus). В Оверни также наблюдались три редких вида: северный кожанок (Eptesicus nilssonii), ночница Наттерера (Myotis nattereri) и кожановидный нетопырь (Hypsugo savii).
В заповеднике были интродуцированы три вида горных животных: альпийский сурок (Marmota marmota), реинтродуцированный в 1950-х годах и, вероятно, насчитывающий в настоящее время от 250 до 550 особей, европейский муфлон (Ovis gmelini), популяция которого насчитывает более 400 особей, и серна (Rupicapra rupicapra), насчитывающая более 200 особей. Кроме этих видов, в заповеднике обитают такие распространённые виды, как лисица (Vulpes vulpes), барсук (Meles meles), косуля (Capreolus capreolus) и кабан (Sus scrofa). С 2016 года здесь регулярно наблюдают за среднеевропейским лесным котом (Felis silvestris silvestris), в частности, благодаря фотоловушкам.